# 김지훈 (2004년)
김지훈(金志勳, *Kim Ji‑hoon*, 2004년 10월 14일~)은 대한민국의 축구 선수로, K리그 1 FC 안양에서 수비수(센터백)로 활동 중이다.

## 클럽 경력
김지훈은 아주대학교에서 활동하다가, 2025년 1월 8일 FC 안양에 입단하며 프로 무대에 데뷔했다:contentReference[oaicite:1]{index=1}.  
188cm, 90kg의 건장한 체격을 바탕으로 “피지컬 기반 적극적인 수비력과 뛰어난 위치선정 능력”이 강점으로 평가받는다:contentReference[oaicite:2]{index=2}.  
2025 시즌 K리그 1에서 주전 센터백으로 선발 출전하며 경기당 평균 평점 5.5~6.0대를 기록 중이다:contentReference[oaicite:3]{index=3}.

## 신상 정보
- **출생일**: 2004년 10월 14일 :contentReference[oaicite:4]{index=4}
- **신체 조건**: 키 188 cm, 체중 90 kg :contentReference[oaicite:5]{index=5}
- **포지션**: 수비수 (센터백) :contentReference[oaicite:6]{index=6}
- **등번호**: 3번 :contentReference[oaicite:7]{index=7}

## 통계
2025 시즌 K리그 1 정규리그 기준, 7경기 출전, 풀타임 소화 6회, 무실점·클린시트 경기 다수 포함됨:contentReference[oaicite:8]{index=8}.

## 개인 특징
- 수비 시 피지컬과 위치선정을 활용한 적극적 대응이 장점이다:contentReference[oaicite:9]{index=9}.
- 입단 직후 SNS 및 구단 공식 채널에 소개되며 팬들로부터 '젊은 수비 에너지'로 주목받고 있다:contentReference[oaicite:10]{index=10}.

## 수상
- **없음** (2025년 기준)